# Fotografický film

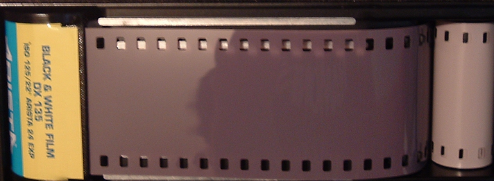
Nevyvolaný černobílý film Arista, ISO 125/22°

Vrstvy barevného filmu: 1. filmová báze (základní vrstva), 2. mezivrstva, 3. vrstva citlivá na červené světlo, 4. vrstva citlivá na zelené světlo, 5. žlutý filtr, 6. vrstva citlivá na modré světlo, 7. UV-filtr, 8. ochranná vrstva, 9. viditelné světlo

Fotografický film je plastový pás z polyesteru, nitrocelulózy nebo acetátu celulosy pokrytý tenkou vrstvou emulze obsahující světlocitlivé halogenidy stříbra vázané v želatině, s rozdílnou velikostí krystalů; velikost krystalů určuje citlivost a zrnitost (rozlišení) filmu.
Když je emulze vystavena působení dostatečného množství světla nebo jiného elektromagnetického záření (např. rentgenového záření), vytvoří se latentní (neviditelný) obraz. Chemickými procesy se poté na filmu může vytvořit obraz viditelný.
V černobílé fotografii je na filmu obvykle nanesena jedna vrstva stříbrných solí. Vystaví-li se světelnému záření, přemění se stříbrné soli na kovové stříbro, které vytvoří tmavé části negativního filmu.
Barevné filmy mají minimálně tři vrstvy. Do stříbrných solí se přidávají barviva, která způsobí citlivost jednotlivých vrstev na rozdílné barvy spektra. Typicky je vrstva citlivá na modrou barvu navrchu, následovaná zelenou a červenou vrstvou. Během zpracování jsou soli stříbra přeměněny na kovové stříbro jako v černobílém procesu. Vedlejší produkt reakce vytvoří barvu. Kovové stříbro je potom při tzv. bělicím procesu převedeno zpět na stříbrné soli, které jsou z filmu odstraněny při ustalování, aby dále neovlivňovaly výsledný obraz. Některé filmy, jako Kodacolor II, mají až dvanáct vrstev, z nichž některé jsou složeny až z dvaceti různých chemikálií.

## Historie

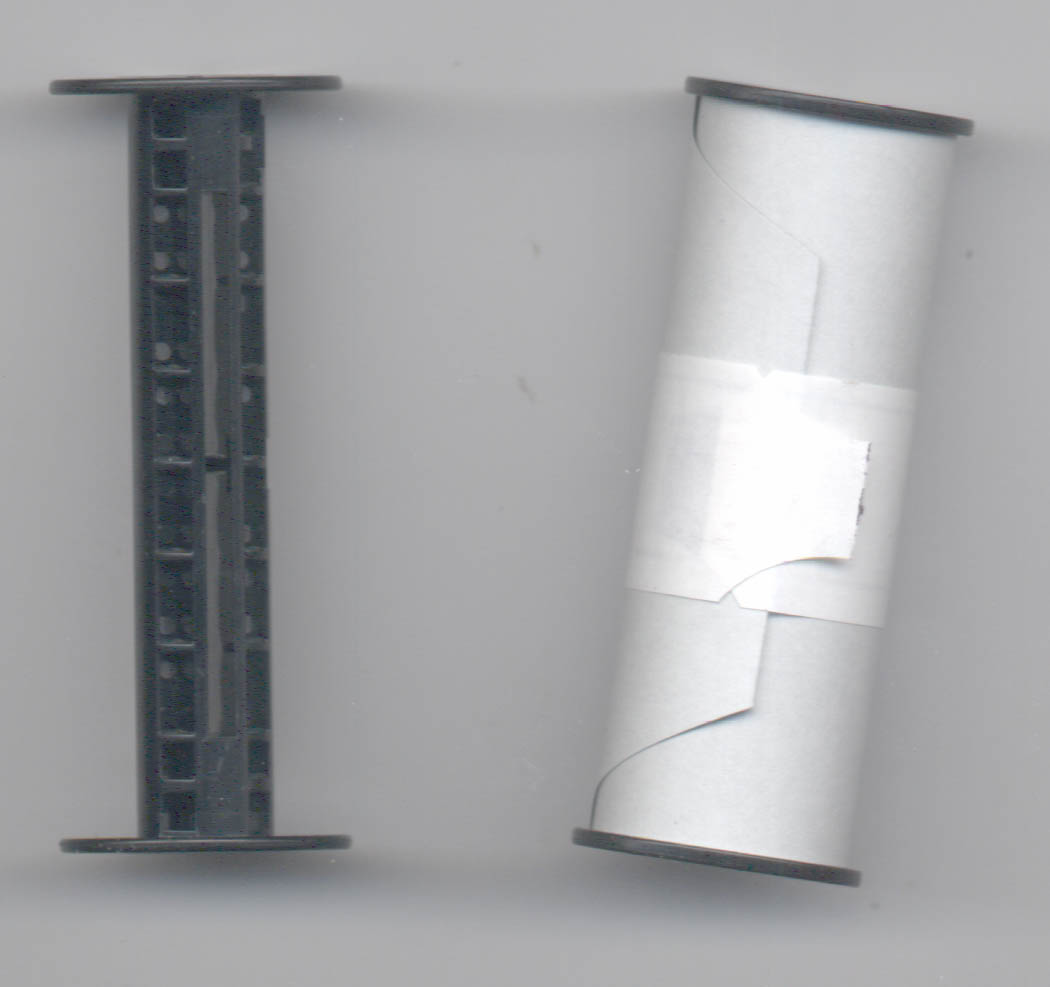
Svitkový film, prázdná a plná cívka

Předchůdcem fotografického filmu byla fotografická deska. Na skleněnou nebo cínovou desku byla nanesena světlocitlivá emulze stříbrných solí. První ustálenou a světlu odolnou fotografii na cínové desce pořídil roku 1826 francouzský vynálezce a fotograf Nicéphore Niépce pomocí naneseného citlivého asfaltu. První skleněné desky publikoval roku 1847 Claude Félix Abel Niépce de Saint-Victor. První negativ na skleněnou desku pořídil v roce 1839 vynálezce John Herschel. Byl také první, kdo použil pojmy negativ a pozitiv  a snímek.
Desky byly opatřeny kolodiovým povlakem, který se musel za mokra exponovat. (Podrobněji viz článek Kolodiový proces.) Od roku 1871 probíhaly pokusy objevit suchý fotografický materiál. Na přelomu 19. a 20. století se podařilo zjednodušit fotografický proces objevem suchých panchromatických desek s kompletní a korektní škálou šedé barvy. Objeviteli byli Adolf Miethe a Arthur Traube. Roku 1904 v Lyonu bratři Lumièrové představili první autochromové desky, které se daly reprodukovat barevným tiskem. S těmito deskami začali experimentovat například Edward Steichen, Jacques Henri Lartigue nebo Heinrich Kühn.
Papír jako pružný a flexibilní „film“ používal již okolo roku 1816, na počátku fotografických experimentů Nicéphore Niépce nebo v roce 1840 William Fox Talbot k výrobě papírových negativů – takzvaných slaných papírů.
První film z celulózy jako substrátu vyrobil v roce 1868 John Wesley Hyatt; technologie byla patentována ve Spojených státech. Lepší celuloidový film vyvinul v roce 1887 americký reverend Hannibal Goodwin pro Thomase Edisona. Patentoval jej jako metodu výroby transparentního pružného svitkového filmu, princip spočíval ve vrstvě želatiny bromidu stříbrného na celuloidu (nitrocelulóze). Dne 2. května 1887 reverend Goodwin po dlouhé řadě pokusů a testů přihlásil patent. Ovšem přidělení patentu bylo zdrženo o jedenáct let kvůli nejasně sepsané a podané patentové přihlášce. Po zdlouhavých soudních sporech s firmou Eastman Kodak byl reverendu Goodwinovi patent uznán 13. září 1898 (Patent US 610861). Protože George Eastman existující patent ignoroval a vedl dlouhý soudní proces, byl odsouzen k vyplácení vysoké náhrady Hannibalu Goodwinovi.

### Polaroid

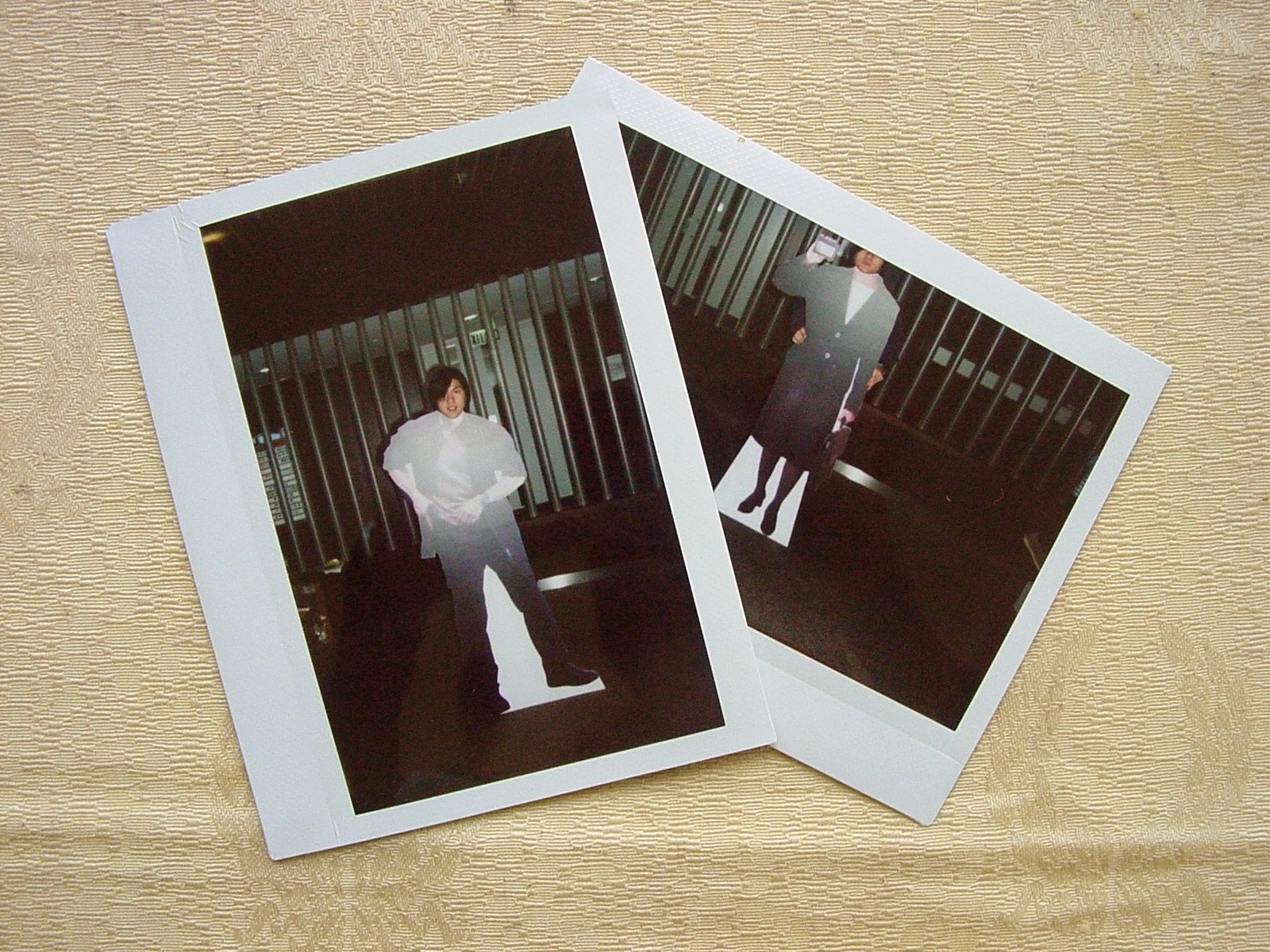
Fotografie na instantním filmu

Instantní (okamžitý) film, představený společností Polaroid v pozdních 40. letech 20. století, poskytuje fotografii během několika minut nebo sekund od pořízení snímku fotografickým přístrojem navrženým speciálně pro tento účel. V instantním filmu jsou emulze a zpracovávající chemické látky spojeny v obsažené obálce nebo na samotném fotografickém papíru. Expozice, vyvolání i kopie na speciální papír se odehrávají uvnitř fotoaparátu. Polaroid, vůdčí výrobce tohoto typu filmu, používá běžnou emulzi halogenidů stříbra. Po expozici a vytvoření negativního obrazu je negativ stlačen s fotografickým papírem a chemickými reaktanty, závojové činidlo přenese negativní obraz do fotografického papíru, čímž vytvoří pozitivní obtisk. Také v 35milimetrovém formátu se vyrábí množství instantních filmů, a to jak černobílých, tak barevných.

## Běžné formáty filmů
- 135 (známý jako „kinofilm“ nebo „35mm film“)
- Advanced Photo System (APS)
- svitkový film
- 110
- 126
- 127
- 120/220 – používaný ve středoformátové fotografii, viz 120 film
- deskový film – používaný ve velkoformátové fotografii
- diskový film – zastaralý formát používaný v kotoučových fotoaparátech
- filmy do kamer: 8mm film, 16mm film, 35mm film a 70mm film

## Společnosti vyrábějící filmové materiály
(Tabulka pochází z roku 2006, od té doby se mnoho změnilo.)
- Adox
- Agfa
- Bergger
- Efke
- Foma
- Forte
- Ferrania
- Fujifilm
- IG Farben
- Ilford Photo
- Imation (3M)
- Kodak
- Konica
- Lucky
- Maco
- Orwo
- Perutz
- Polaroid
- ProClick
- Shangai
- Solaris
- Svema
- Tasma
- Tura